# Pugilato ai IV Giochi del Mediterraneo
I tornei di pugilato ai IV Giochi del Mediterraneo si sono svolti dal 21 al 25 settembre 1963 a Napoli, in Italia. 
Il programma ha previsto 10 tornei maschili, di varie categorie di peso.

## Podi

### Lotta libera
| Evento                        | Oro               | Argento               | Bronzo                                     |
| Pesi mosca (-51 kg)           | Fernando Atzori   | Branislav Mirkovic    | Mahmoud Mersal Aomar Rayam                 |
| Pesi gallo (-54 kg)           | Franco Zurlo      | Elsayed Abdelnabi     | Houcine Ben Abes Branko Petric             |
| Pesi piuma (-57 kg)           | Giovanni Girgenti | Badawi al-Bedewi      | Zvonimir Vujin Valentin Loren              |
| Pesi leggeri (-60 kg)         | Giuseppe Sabri    | Fawzi Hassan Suleiman | Lakhdar Ben Ahmed Domingo Barrera          |
| Pesi super-leggeri (-63,5 kg) | Bruno Arcari      | Habib Galhia          | Ibrahim Maharan Kamel Yalcinkaya           |
| Pesi welter (-67 kg)          | Silvano Bertini   | Hussein Saadik        | Ilhami Evrensel Jean-Claude Leblois        |
| Pesi super-welter (-71 kg)    | Said el-Nahas     | Vlado Vranjesevic     | Remo Golfarini Salah Ben Bouchaib          |
| Pesi medi (-75 kg)            | Ahmed el-Hassan   | Giovanni Perri        | Tawakalna Amin Mustapha Ben Lahbib         |
| Pesi mediomassimi (-81 kg)    | Cosimo Pinto      | Cosimo Bruno          | Dimitrios Kyrazis Francisco San Jose Perez |
| Pesi massimi (+81 kg)         | Dante Cané        | Sayed el-Kilany       |                                            |

## Medagliere
La nazione ospitante è evidenziata.
| Posizione | Paese            | Oro | Argento | Bronzo | Totale |
| --------- | ---------------- | --- | ------- | ------ | ------ |
| 1         | Italia           | 8   | 1       | 1      | 10     |
| 2         | Rep. Araba Unita | 2   | 5       | 2      | 9      |
| 3         | Jugoslavia       | 0   | 2       | 2      | 4      |
| 4         | Francia          | 0   | 1       | 1      | 2      |
| 4         | Tunisia          | 0   | 1       | 1      | 2      |
| 6         | Marocco          | 0   | 0       | 4      | 4      |
| 7         | Spagna           | 0   | 0       | 3      | 3      |
| 8         | Turchia          | 0   | 0       | 2      | 2      |
| 9         | Grecia           | 0   | 0       | 1      | 1      |
| 9         | Siria            | 0   | 0       | 1      | 1      |
| Totale    | Totale           | 10  | 10      | 18     | 38     |